# Kokcza
Kokcza – rzeka w północno-wschodnim Afganistanie, lewy dopływ Pandżu. Jej długość wynosi ok. 360 km.
Bierze swój początek w Hindukuszu. Płynie doliną o tej samej nazwie. Kokcza jest wykorzystywana do nawadniania oraz eksploatacji złóż lazurytu od 6300 lat.
Nad rzeką leży miasto Fajzabad.